# Golden Spike Ostrava
Гран-при Остравы — ежегодные легкоатлетические соревнования, которые проходят в Остраве (Чехия). Проводятся в мае-июне с 1961 года.

## Мировые рекорды
За всю историю проведения соревнований здесь были установлены многие мировые рекорды, некоторые из них остаются непревзойдёнными до сих пор.
| Год  | Дисциплина      | Рекорд           | Атлет               | Страна       |
| ---- | --------------- | ---------------- | ------------------- | ------------ |
| 2010 | 100 ярдов       | 9,07+ (-0.5 м/с) | Асафа Пауэлл        | Ямайка       |
| 2008 | 110 метров с/б  | 12,87 (+0.9 м/с) | Дайрон Роблес       | Куба         |
| 2008 | Часовой бег     | 18 517 метров    | Дире Туне           | Эфиопия      |
| 2007 | 20000 метров    | 56.25,98+        | Хайле Гебреселассие | Эфиопия      |
| 2007 | Часовой бег     | 21 285 метров    | Хайле Гебреселассие | Эфиопия      |
| 2004 | 10 000 метров   | 26.20,31         | Кенениса Бекеле     | Эфиопия      |
| 2004 | Прыжок с шестом | 4.83 м           | Стэйси Драгила      | США          |
| 2002 | 3000 метров с/п | 9.21,72          | Алеся Турава        | Беларусь     |
| 1995 | Прыжок с шестом | 4.15 м           | Даниэла Бартова     | Чехия        |
| 1975 | 100 метров      | 9,9              | Сильвио Леонард     | Куба         |
| 1973 | 100 метров      | 10,9             | Рената Стечер       | ГДР          |
| 1949 | 10000 метров    | 29.21,2          | Эмиль Затопек       | Чехословакия |
| 1949 | 10000 метров    | 29.28,2          | Эмиль Затопек       | Чехословакия |